# Oskar Klockhoff
Oskar Klockhoff, född 6 februari 1850 i Mo socken, Ångermanland, död 16 juli 1929 i Linköping, var en svensk filolog. 

## Biografi
Oskar Klockhoff var son till kyrkoherden i Mo församling, Härnösands stift, kontraktsprosten och landstingsmannen Per Magnus Klockhoff och Catharina Sofia Almqvist, samt dotterson till kyrkoherden Christopher Almquist i Överkalix församling; han var också kusin till Daniel Klockhoff.
Han avlade studentexamen vid Härnösands gymnasium 1870 och påbörjade 1871 studier vid Uppsala universitet.
Klockhoff blev docent i nordiska språk vid Uppsala universitet 1877, lektor vid Sundsvalls högre allmänna läroverk 1884 och vid Linköpings högre allmänna läroverk 1891. Han ägnade grundliga undersökningar åt fornisländsk och medeltida svensk litteratur, bland annat riddarsagan Partalopa saga (doktorsavhandling 1877), Studier öfver Thidreks saga af Bern (1880), Studier öfver Eufemiavisorna (1881), men sysslade även med grammatiska frågor i arbeten som Relativsatsen i den äldre fornsvenskan (1884).
Klockhoff var 1879–1880 förste kurator vid Norrlands nation, där han senare blev hedersledamot.